# Reichstheaterkammer
La Reichstheaterkammer (RTK) o Cámara del Teatro del Reich fue fundada el 1 de agosto de 1933 y fue una de las siete Cámaras de la Cámara de la Cultura del Reich en virtud de la Ley de la Cámara de Cultura del Reich del 22 de septiembre de 1933 y un instrumento de la cultura nazi  denominada Gleichschaltung durante el período del nacionalsocialismo.

## Organización
El ámbito de teatro del Ministerio del Reich para la Ilustración Pública y Propaganda fue supervisado por la Reichstheaterkammer, que se dividió en siete áreas a partir de 1936:
- Peticiones legales y noticias.
- Organización
- Cámara de la Opera
- Consejo Estudiantil de Teatro
- Consejo Estudiantil de Arte
- Consejo Estudiantil de Baile
- Consejo Estudiantil de Ferias

Las principales asociaciones existentes de la vida teatral alemana se integraron en la RTK: el Club de Teatro Alemán, miembros de la Cooperativa Alemana de Teatro, la Unión de Directores Artísticos, la Asociación de Cantantes de Coros Alemanes y la Federación de Bailarines. Por lo tanto, la Gleichschaltung de la vida teatral alemana debía realizarse.
Solo los miembros de la Reichstheaterkammer tenían derecho a trabajar en el ámbito teatral. El requisito previo para la membresía era el certificado ario (Ariernachweis), por lo que los actores judíos desde el principio no podían ser miembros de la Reichstheaterkammer. Para ser admitido en una escuela de actuación, había que tomar una prueba de aptitud en la Reichstheaterkammer. Las exclusiones de la RTK eran equivalentes a una prohibición profesional.
Los consejos presidenciales de la Reichstheaterkammer incluyeron a Wolfgang Liebeneiner, Gustaf Gründgens, Lothar Müthel, Benno von Arent y Friedrich Bethge.
El periódico oficial de la Reichstheaterkammer fue publicado por Hans Knudsen bajo el título "El escenario - Diario para el diseño del teatro alemán" por Wilhelm Limpert Verlag.

## Dirección

### Presidentes de laReichstheaterkammer
- Otto Laubinger - Desde la fundación hasta el 5 de septiembre de 1935.
- Rainer Schlösser (Reichsdramaturg) - del 6 de septiembre de 1935 al 4 de abril de 1938.
- Ludwig Körner (actor y director) - del 5 de abril de 1938 al 21 de abril de 1942.
- Paul Hartmann (actor) - del 22 de abril de 1942 hasta el final de la guerra.

### Vicepresidentes de laReichstheaterkammer
- Werner Krauss (actor) - desde la fundación hasta el 5 de septiembre de 1935.
- Eugen Klöpfer (actor) - del 6 de septiembre de 1935 hasta el final de la guerra.

### Director general
- Alfred Frauenfeld se convirtió en el director general en 1935.

### Gerentes
Los gerentes o gerentes adjuntos fueron Robert Valberg (Viena), Ulrich Bettac (Viena, Adjunto), Otto Krauss, Walter Oehmichen (Swabia) y Gustav Rudolf Sellner.